# Leptotarsus (Longurio) stenostylus
Leptotarsus (Longurio) stenostylus is een tweevleugelige uit de familie langpootmuggen (Tipulidae). De soort komt voor in het Neotropisch gebied.